# 拉费里耶尔 (伯尔尼州)
拉费里耶尔（法語：La Ferrière，法語發音：[la fɛʁjɛʁ] ⓘ）是瑞士联邦伯尔尼州伯尔尼汝拉区的市镇。该市镇面积为14.23平方千米，海拔高度1005米，2018年12月31日人口数为534。